# Mesegar de Tajo
Mesegar de Tajo är en kommun i Spanien.   Den ligger i provinsen Toledo och regionen Kastilien-La Mancha, i den centrala delen av landet, 90 km sydväst om huvudstaden Madrid. Antalet invånare är 237. Arean är 18,0 kvadratkilometer.
Terrängen i Mesegar de Tajo är lite kuperad.